# Richard Wilson (festő)
Richard Wilson (Penegoes, Montgomeryshire, 1714. augusztus 1. – Colomendy, Denbighshire, 1782. május 15.) walesi tájképfestő.

## Életpályája
Apja pap volt. 1729-ben Londonba költözött és arcképfestéssel kezdett foglalkozni. 1750 és 1757 között Itáliában járt és Francesco Zuccarelli tanácsára áttért a tájképfestésre, a jelentősebb brit festők közül. A Királyi Művészeti Akadémia (Royal Academy of Arts) egyik alapító tagja volt 1768-ban. Stílusára Claude Lorrain és a holland tájképfestők hatottak.

### Főbb tájképei
- Caernarfon Castle
- Dolbadarn Castle
- Dover Castle
- Lake Avernus with a Sarcophagus
- Lydford Waterfall, Tavistock
- River at Penegoes

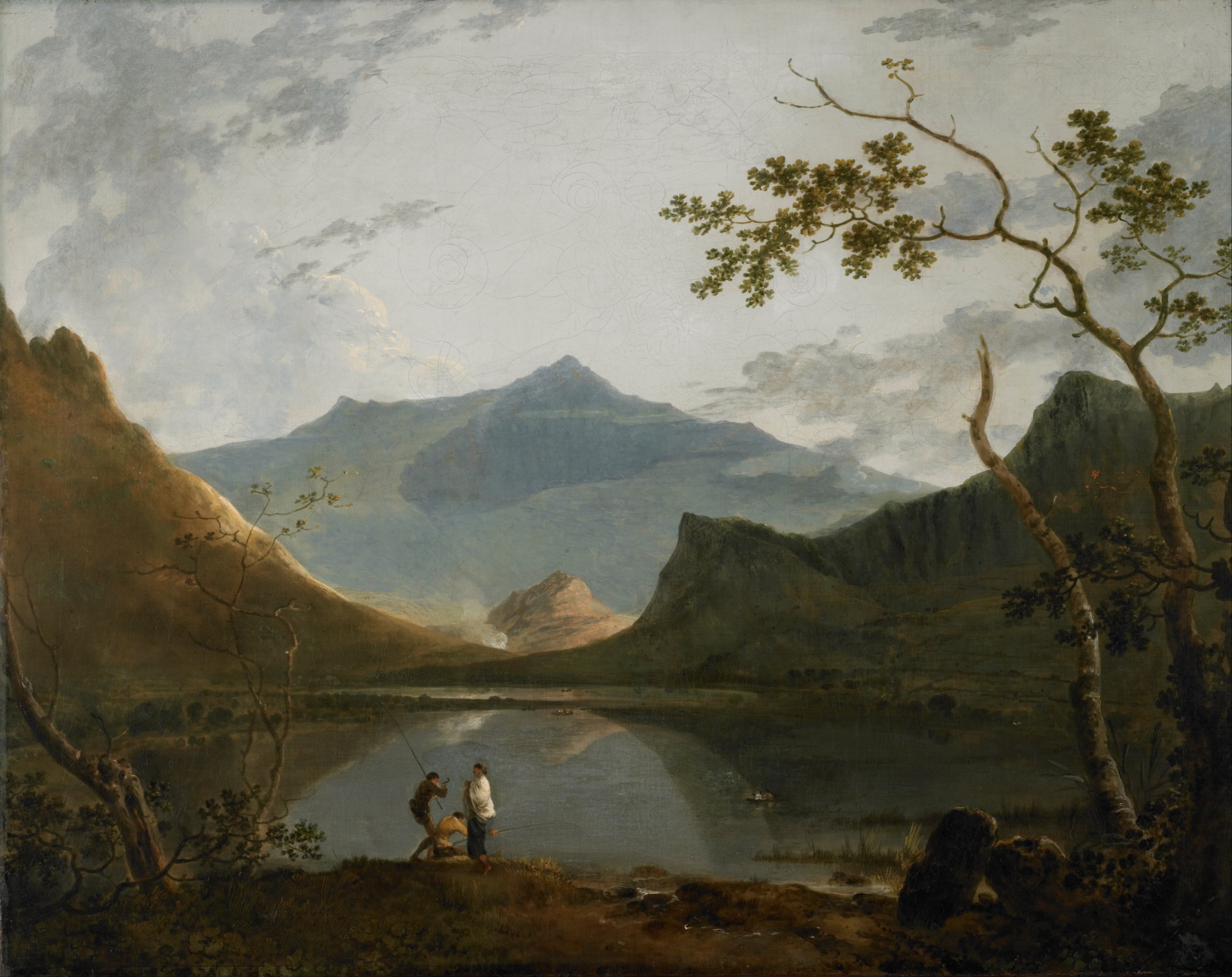
A Mont Snowdon Llyn Nantlle felől nézve (1765)

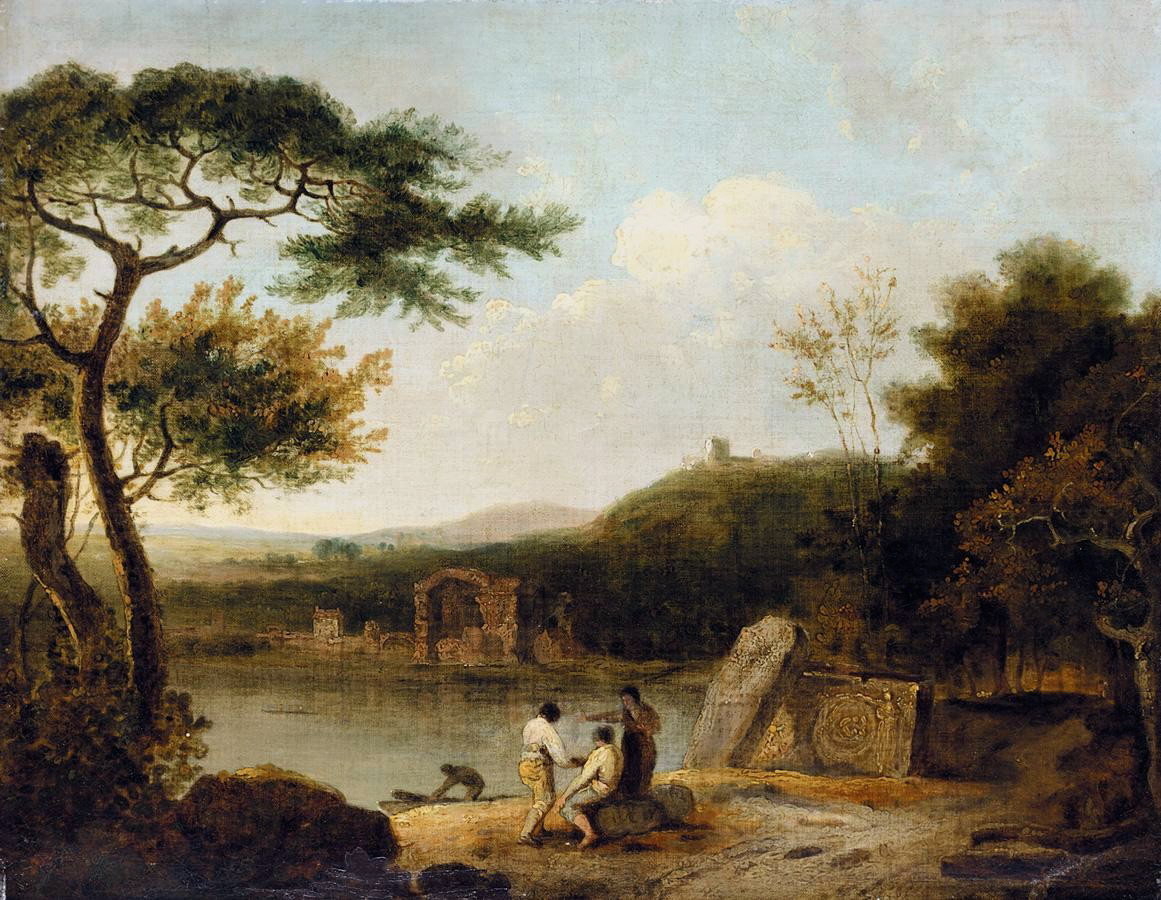
Az Avernói-tó (1765)

- The Garden of the Villa Madama, Rome
- Valley of the Mawddach with Cader Idris
- View at Tivoli
- View in Windsor Great Park
- Cilgerran Castle
- Classical Landscape, Strada Nomentana
- Conway Castle
- Dolgellau Bridge
- Italian Scene with an arch
- Acqua Acetosa, on the Tiber
- Coast Scene near Naples
- The Old Welsh Bridge, Shrewsbury
- Rome from the Ponte Molle (1754)
- Dinas Bran Castle, near Llangollen (1770 c.)
- Pembroke Town and Castle (1774)
- Llyn-y-Cau, Cader Idris (1774?)

### Egyéb
- Ceyx and Alcyone (1768)